# Зигмунт Шенджеляж
Зѝгмунт Ѐдвард Шенджѐляж (на полски: Zygmunt Edward Szendzielarz) е полски военен майор от кавалерията, участник във Втората световна война. Деец на Армия Крайова и антикомунистическото съпротивително движение в Полша. Създател и ръководител на Пета Вилненска бригада. Ползва псевдонимите „Лупашко“ и „Лупашка“. Осъден и екзекутиран от комунистическите власти на 8 февруари 1951 година.
През 2016 година посмъртно е издигнат във военен чин подполковник (29 февруари) и полковник (24 април). Почетен с държавно погребение. Носител на Голям кръст на Ордена на възродена Полша и орден „Virtuti Militari“.